# 클로피도그렐
클로피도그렐(clopidogrel, 상표명: Plavix 등)은 고위험군에 속하는 심혈관계 질환과 뇌졸중의 위험을 감소시키기 위해 사용되는 항혈소판제이다. 심근 경색의 경우 아스피린과 함께 사용해 관상동맥 스텐트의 대안(이중 항혈소판 요법, DAPT)으로도 사용된다. 경구 투여한다. 투여 후 효력은 대략 2시간 이내에 시작되며 5일 간 지속된다.
일반적인 부작용으로는 두통, 메스꺼움, 타박상의 용이, 가려움, 속쓰림이 포함된다. 더 심각한 부작용으로는 출혈, 혈전성 혈소판 감소성 자반증이 포함된다. 임신 중 투여 시 위험하다는 증거는 없으나 해당 부분에 대해서는 잘 연구되지 않은 상황이다. 클로피도그렐은 티에노피리딘계 항혈소판제에 속한다. 혈소판에서 P2Y12라는 이름의 수용기를 불가역적으로 억제시킴으로써 동작한다.
클로피도그렐은 1982년 특허를 받았으며 1998년 의학용으로 승인되었다. 의료제도에 필수적인 가장 효과적이고 안전한 의약품 목록인 WHO 필수 의약품 목록에 등재되어 있다. 개발도상국의 도매가는 1개월 기준 대략 US$0.77–31.59이다. 미국 내 1개월 치료비는 US$25 미만이다. 2016년, 미국에서 2100만 건 이상의 처방과 더불어 34번째로 많이 처방을 받은 약물이었다.